# Metoposparga trilineata
Metoposparga trilineata är en tvåvingeart som beskrevs av Günther Enderlein 1924. Metoposparga trilineata ingår i släktet Metoposparga och familjen bredmunsflugor.
Artens utbredningsområde är Myanmar. Inga underarter finns listade i Catalogue of Life.